# Belmonte (Bahia)
Belmonte is een kleine plaats en gemeente in de Braziliaanse deelstaat Bahia, zo'n 700 kilometer ten zuiden van Salvador, de hoofdstad van de staat.
Belmonte kenmerkt zich vooral door de markante kustlijn. Door de grondsoort heeft het water een roodachtige kleur. In deze wateren vindt men ook een grote haaienpopulatie.
De stad zelf is bijzonder omdat er in het centrum (zo'n 1,5 kilometer uit de kust) een oude vuurtoren staat. Deze vuurtoren stond vroeger aan de kust en de rivier, maar doordat de loop van de rivier is veranderd, en daarmee ook de kustlijn, staat deze vuurtoren nu zo ver in het land. Deze vuurtoren kent nog een leuke geschiedenis. De kustplaats Belmonte in Portugal bestelde een vuurtoren in Frankrijk. Toen deze toren klaar was, en men een kapitein opdracht gaf deze te verschepen naar Belmonte, bracht deze de toren per abuis naar Belmonte in Brazilië.
Door de eerder genoemde verandering in de loop van de rivier, had ook de haven niet meer de functie die hij vroeger had. Toen werden goederen van overzee overgeladen op kleinere schepen die hiermee het binnenland konden bereiken. Nu leeft de stad voornamelijk van de visserij, landbouw en wat kleine industrie. Het is een rustige stad met nog wat koloniale kenmerken. Er is geen toerisme, hooguit wat barretjes aan het strand, maar deze zijn gericht op de plaatselijke bevolking (dus men spreekt er uitsluitend Portugees).

## Aangrenzende gemeenten
De gemeente grenst aan Canavieiras, Eunápolis, Itapebi, Mascote en Santa Cruz Cabrália.